# Круссер, Александр Семёнович
Александр Семёнович Круссер (1 сентября 1893, Скуляны, Бельцкий уезд, Бессарабская губерния — 10 июня 1919, Пологи) — русский революционер и военачальник, член РСДРП(б) с 1913 года.

## Биография
Родился 1 сентября 1893 года в селе Скуляны в Белецкого уезда Бессарабской губернии в семье дворянина Семёна Парфентьевича Круссера.
Принимал участие в подпольной деятельности будучи гимназистом. В 1912—1916 годах учился в Энергетическом институте в Санкт-Петербурге, где в 1913 году вступил в РСДРП(б). С 1916 года — в армии, 17 (20) августа зачислен во 2-ю роту 2-й пехотной Петергофской школы прапорщиков. В декабре 1916 года за участие в революционной деятельности унтер-офицер Круссер был отчислен из школы и определён в 3-й пехотный запасный полк в Петергофе (произведён в прапорщики лишь в мае 1917 года).
В 1917 году — пропагандист Петроградского комитета РСДРП(б), член комитета РСДРП(б) и ревкома Румынского фронта. В. И. Ленин в своей речи на митинге Путиловского завода 12 (25) мая 1917 года упомянул об аресте прапорщика Круссера после выступления на митинге в Действующей армии в Скулянах.
С марта 1918 года — комиссар при инспекторе артиллерии 8-й армии. С апреля 1918 года — командующий 4-й, затем — помощник командарма и командующий Донецкой армии. В сентябре—октябре 1918 года служил в Воронежской ЧК, с ноября 1918 года — начальник отдела военного контроля штаба 10-й армии.
В 1919 году — секретарь коллегии НКВД Украины, член Верховного Революционного Трибунала Украинской ССР, народный комиссар внутренних дел Бессарабской ССР, затем народный комиссар по военным делам Бессарабской ССР, чьё временное правительство было сформировано в Одессе. Член ЦИК Украинской ССР.
8 июня 1919 года после отстранения Махно, командование 3-й Заднепровской стрелковой бригадой «от Азовского моря до Новоуспеновки» было возложено на начбоевуча А. С. Круссера. 9 июня он издал приказ о своём вступлении в должность командира бригады. Погиб в ту же ночь с 9 на 10 июня у станции Пологи Таврической губернии, где его бронепоезд попал под пулемётный огонь.

## Семья
- Двоюродная сестра (дочь родной сестры отца Марии Парфентьевны Круссер) — глава первого Советского правительства Украины Евгения Богдановна Бош.[8]
- Дяди (все родом из местечка Мурованые Куриловцы Подольской губернии):
  - Выпускник Петровского Полтавского кадетского корпуса (1896) и Михайловского артиллерийского училища (1899) Георгий Пафнутьевич Круссер (1878—1938), поручик 38-й артиллерийской бригады (1899—1901), мичман (1901), участник обороны Порт-Артура, капитан 2-го ранга (1913), старший офицер учебного судна «Верный» (с 1915), командир учебного судна «Азия» (с 1916). В советское время — военинженер 1-го ранга и начальник морского отдела 4-го научно-испытательного артиллерийского полигона РККА (с 1933); репрессирован.[9]
  - Выпускник Петровского Полтавского кадетского корпуса (1892) и Павловского военного училища Николай Пафнутьевич Круссер.
  - Военный юрист, книгоиздатель Константин Пафнутьевич Круссер (1865—?).
  - Начальник медеплавильного цеха Обуховского завода (до 1909), инженер-технолог Василий Пафнутьевич Круссер (1868—1920), один из авторов Энциклопедического словаря Брокгауза и Ефрона. Его сын (от брака с Ефросиньей Степановной Вайно, 1875—1942) — советский инженер, доктор технических наук Борис Васильевич Круссер (1900—1981), заведующий лабораторией передающих телевизионных трубок в Ленинграде, один из основоположников телевизионной техники в СССР.